# Quảng Long (phường)
Quảng Long là một phường cũ thuộc thị xã Ba Đồn, tỉnh Quảng Bình, Việt Nam.

## Địa lý
Phường Quảng Long nằm ở phía bắc thị xã Ba Đồn, có vị trí địa lý:
- Phía đông giáp phường Quảng Thọ và huyện Quảng Trạch
- Phía tây và phía bắc giáp huyện Quảng Trạch
- Phía nam giáp phường Ba Đồn và phường Quảng Phong.

Phường Quảng Long có diện tích 9,64 km², dân số năm 2019 là 6.054 người, mật độ dân số đạt 628 người/km².

## Hành chính
Phường Quảng Long được chia thành 4 khu phố: Chính Trực, Thủy Sơn, Trường Sơn, Tiền Phong.

## Lịch sử
Trước đây, Quảng Long là một xã thuộc huyện Quảng Trạch.
Ngày 26 tháng 6 năm 1958, Ủy ban Hành chính Liên khu 4 ban hành Quyết định số 598/TC/CB. Theo đó, tách thôn Phan Long thuộc xã Quảng Long để thành lập thị trấn Ba Đồn, thị trấn huyện lỵ huyện Quảng Trạch.
Ngày 20 tháng 12 năm 2013, Chính phủ ban hành Nghị quyết số 125/NQ-CP. Theo đó, chuyển xã Quảng Long về thị xã Ba Đồn mới thành lập, đồng thời thành lập phường Quảng Long trên cơ sở toàn bộ 911,61 ha diện tích tự nhiên và 7.011 người của xã Quảng Long.
Ngày 16 tháng 6 năm 2025, Ủy ban Thường vụ Quốc hội ban hành Nghị quyết số 1680/NQ-UBTVQH15 về việc sắp xếp các đơn vị hành chính cấp xã của tỉnh Quảng Trị năm 2025. Theo đó, sắp xếp toàn bộ diện tích tự nhiên, quy mô dân số của các phường Quảng Phong, phường Quảng Long, phường Ba Đồn, xã Quảng Hải thành phường mới có tên gọi là phường Ba Đồn.